# Авраменко Олексій Романович
Олексій Романович Авраменко (нар. 2 січня 2004, Київ, Україна) — український футболіст, центральний захисник житомирського «Полісся».

## Життєпис

### Ранні роки
Народився в Києві. Вихованець столичного «Локомотива», у футболці з 2018 по 2021 рік грав у ДЮФЛУ. З 2021 по 2023 рік виступав в юнацькому чемпіонаті України за «Минай». 

### «Дніпро-1»
На початку березня 2023 року перейшов до «Дніпра-1», де до завершення календарного року виступав за юнацьку команду. Під час зимової перерви сезону 2023/24 років відправився на тренувальні збори з першою командою «спортклубівців». Вперше до заявки першої команди «Дніпра-1» потрапив 25 лютого 2024 року на нічийний (1:1) виїзний поєдинок 18-го туру Прем'єр-ліги України проти свого колишнього клубу, «Минаю». Тим не менше Олексій просидів усі 90 хвилин на лаві запасних. До завершення сезону 2023/24 років потрапив 12 разів на поєдинки Прем'єр-ліги, але в жодному з них на поле не виходив.

### «Полісся»
9 липня 2024 року вільним агентом перейшов до «Полісся», з яким підписав 4-річний контракт. Проте одразу ж був переведений до резервної команди житомирян, у складі якої дебютував 8 серпня 2024 року в програному (0:3) виїзному поєдинку 1-го туру групи А Другої ліги України проти «Куликів-Білки». Авраменко вийшов на поле в стратовому складі та відіграв увесь матч, а на 39-й хвилині отримав жовту картку. Вперше до заявки головної команди «Полісся» потрапив 11 серпня 2024 року на переможний (1:0) виїзний поєдинок 2-го туру Прем'єр-ліги України проти донецького «Шахтаря». Олексій усі 90 хвилин просидів на лаві запасних.